# Polyspina
Polyspina is een monotypisch geslacht van straalvinnige vissen uit de familie van kogelvissen (Tetraodontidae).

## Soort
- Polyspina piosae (Whitley, 1955)